# Retrolistesis
Una retrolistesis es un desplazamiento posterior de un cuerpo vertebral con respecto a la vértebra subyacente en un grado menor que una luxación (dislocación). La retrolistesis se diagnostica con mayor facilidad en las radiografías laterales de la columna vertebral. Las proyecciones en las que se ha tenido cuidado de exponer una vista lateral verdadera sin ninguna rotación ofrecen la mejor calidad diagnóstica.
La retrolistesis se encuentra más prominentemente en la columna cervical y la región lumbar, pero también se puede ver en el área torácica.

## Clasificación
La retrolistesis puede clasificarse como una forma de espondilolistesis, ya que la espondilolistesis a menudo se define en la literatura como desplazamiento en cualquier dirección. Sin embargo, los diccionarios médicos generalmente definen la espondilolistesis específicamente como el desplazamiento delantero o anterior de una vértebra sobre la vértebra inferior (o el sacro). Retrolistesis es también llamada retroespondilolistesis.

## Signos y síntomas
La retrolistesis puede provocar síntomas de intensidad y distribución muy variables. Esto se debe a la naturaleza variable del impacto en el tejido nervioso y al impacto mecánico en las articulaciones de la columna.
La inestabilidad estructural se puede experimentar ya sea como un malestar local hasta una distorsión compensatoria estructural de mayor alcance que involucre toda la columna vertebral. Si las articulaciones están atascadas en una configuración de retrolistesis, también puede haber cambios en el rango de movimiento.
El dolor puede experimentarse como resultado de la irritación de las raíces nerviosas sensoriales por parte del hueso, según el grado de desplazamiento y la presencia de cualquier posición rotatoria de los segmentos de movimiento espinal individuales. El tejido blando del disco a menudo se abulta en retrolistesis. Estos no pueden determinarse mediante películas simples, ya que la radiografía pasa a través del tejido blando. Un estudio realizado por Giles et al., Afirmó que 16 de los 30 pacientes (53%) tenían retrolistesis de L5 en S1 en un rango de 2 a 9 mm.; estos pacientes tenían protrusión del disco intervertebral o protrusión en el examen de TC que oscilaba entre 3 y 7 mm en el canal espinal. Catorce pacientes (47%) sin retrolistesis (grupo control) no mostraron ninguna retrolistesis y la TC no mostró ningún bulto / protrusión discal. Al clasificar la patología según rayos X y TC como presente o no, la película bien posicionada, es decir, la radiografía de rayos X lateral simple reveló una sensibilidad y especificidad del 100% ([95% Intervalo de confianza. = [89% –100%]) para bulto / protrusión en este estudio preliminar ". (7)
Las compresiones de la médula espinal también son posibles con pacientes que experimentan dolor, rigidez y signos neurológicos que pueden seguir cierta distancia a lo largo de los nervios para causar síntomas a cierta distancia de la ubicación de la retrolistisis.

## Diagnosis

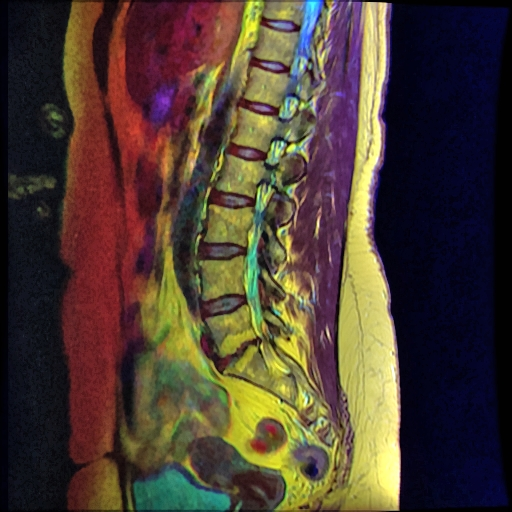
Retrolistesis de L5-S1

Retrolistesis completa - El cuerpo de una vértebra es posterior tanto al cuerpo vertebral del segmento de la columna vertebral superior como inferior.
Retrolistesis escalonada - El cuerpo de una vértebra es posterior al cuerpo del segmento espinal superior, pero es anterior al inferior.
Retrolistesis parcial - El cuerpo de una vértebra es posterior al cuerpo del segmento espinal, superior o inferior. (3)

### Clasificación
Dado que el cuerpo vertebral en una retrolistesis se mueve en dirección posterior, la clasificación utilizada para las espondilolistesis es de poca utilidad. Sin embargo, es útil para dividir la dimensión anterior a posterior del foramen intervertebral (FIV) (4) a cuatro unidades iguales. Un desplazamiento posterior de hasta ¼ del FIV se clasifica como Grado 1, ¼ a ½ como Grado 2, ½ a ¾ como Grado 3, ¾ a la oclusión total del FIV como Grado 4. Alternativamente, también se puede realizar una medición de la cantidad de desplazamiento midiendo el desplazamiento óseo en milímetros.
La retrolisthesis puede ser causada por una lesión [cita requerida] y la inestabilidad resultante de los tejidos blandos conectores, especialmente ligamentos, discos, músculos, tendones y fascia. También pueden afectar los músculos a través del espasmo como resultado de disfuncion nerviosa debido a presión causada por el desplazamiento posterior de las vértebras que invaden el contenido del FIV. El contenido del FIV incluye nervios espinales (sensoriales y motores), arterias, venas y vasos linfáticos que satisfacen las necesidades nutricionales y de eliminación de desechos de la médula espinal.
Los cambios espinales degenerativos a menudo se ven a los niveles donde se encuentran las retrolistesis. Estos cambios son más pronunciados a medida que pasa el tiempo después de la lesión, y se evidencian por osteofitosis de la placa terminal, daño del disco, estrechamiento del disco, desecación y abultamiento del disco. “Una hipertrolisis recarga al menos un disco y aplica fuerzas de corte en el ligamento longitudinal anterior, los anillos anulares, el núcleo pulposo, las placas terminales del cartílago y los ligamentos capsulares. Los tejidos abultados, retorcidos y tensos unidos a las placas terminales tiran, empujan y estiran a estas. Se agrava con el tiempo, se vuelve irreversible”  Esta es la etiología de la enfermedad articular degenerativa. (5)
Los hallazgos radiológicos asociados incluyen un fenómeno de vacío (en el núcleo pulposis del disco intervertebral adyacente), reducción de la altura del disco con la pérdida correspondiente del espacio discal, esclerosis marginal de los cuerpos vertebrales adyacentes, formación de osteofitos e inestabilidad de la articulación apofisaria. Con una retrolistesis siempre hay un posicionamiento menos que ideal de los segmentos espinales. También siempre hay una dimensión reducida anterior a posterior del canal espinal en comparación con la forma en que se supone que es. Cuanto mayor es el desplazamiento posterior, más significativo es para producir una médula espinal disfuncional o incluso un síndrome de cauda equina.

### Estabilidad articular
La estabilidad de la articulación se evalúa fácilmente mediante el uso de radiografía lateral en flexión y extensión la columna vertebral.
Un resumen de parte de las tablas DRE (6) proporciona una guía sobre las implicaciones de la inestabilidad articular. Si cualquiera de los dos (traslación o cambio angular) se determina desde la flexión a la extensión en el grado que se muestra en la tabla a continuación, entonces está presente la inestabilidad de Categoría IV.